# Loutre géante
Vous lisez un « article de qualité » labellisé en 2015.
Pteronura brasiliensis
Genre
Espèce
Répartition géographique
Statut de conservation UICN

 EN A2cde+3ce : En danger
Statut CITES
La Loutre géante, Loutre géante du Brésil ou Loutre géante sud-américaine (Pteronura brasiliensis) est un mammifère carnivore d'Amérique du Sud. C'est le plus grand représentant de la famille des Mustelidae, et l'unique représentant du genre Pteronura. Contrairement aux autres mustélidés, la Loutre géante vit en groupes familiaux comprenant trois à huit membres. Le groupe familial est centré autour du couple reproducteur et est très soudé. Bien que généralement paisible, c'est une espèce territoriale et on peut parfois observer des agressions entre groupes. La Loutre géante est un animal diurne, actif uniquement pendant la journée. C'est l'espèce de loutre la plus bruyante et elle utilise des cris bien distincts pour signaler un danger, montrer son agressivité ou rassurer. La Loutre géante peut se rencontrer dans toute la partie centrale et septentrionale d'Amérique du Sud. Elle est particulièrement bien présente le long de l'Amazone et dans le Pantanal.
Sa répartition a été fortement réduite au cours du temps et est aujourd'hui discontinue. Des décennies de braconnage, notamment pour sa fourrure, qui ont connu un pic dans les années 1950 et 1960, ont fait fortement diminuer sa population. L'espèce est considérée comme menacée depuis 1999 et on estime la population à moins de 5 000 individus à l'état sauvage. Les Guyanes sont la dernière véritable place forte pour cette espèce, qui est l'un des mammifères des tropiques en grand danger d'extinction. La dégradation de son habitat est le risque majeur qui la menace. La Loutre géante demeure également rare en captivité avec seulement 60 animaux détenus en 2003.
La Loutre géante est bien adaptée au milieu aquatique. Ainsi, elle possède une fourrure épaisse et imperméable, une queue semblable à une aile et des pieds palmés. Elle apprécie particulièrement les rivières et ruisseaux d'eau douce, qui inondent occasionnellement les terres alentour, et peut également vivre à proximité de lacs. Elle bâtit d'importants gîtes proches de l'eau, en coupant de grandes quantités de végétation. Elle se nourrit principalement de poisson, notamment de carassins et de poissons-chats, et mange également parfois des crabes. Elle n'a pas réellement de prédateurs mis à part l'Homme, mais entre en compétition dans sa niche écologique avec la Loutre à longue queue et le caïman.

## Appellations et étymologie
La Loutre géante se voit donner de très diverses appellations, comme notamment « Loutre géante du Brésil » ou « Loutre géante sudaméricaine »,. En espagnol on l'appelle parfois Lobo de Río (« loup de rivière »), Lobo de Río Grande (« loup du  Río Grande ») et Perro de Agua (« chien d'eau »). En Amérique du Sud, on l'appelle également Ariraí ou Ariranha. Les Achuars la connaissent sous le nom de Wankanim, et les Yanomamis comme Hadami. On trouve diverses appellations locales en Guyane selon les dialectes : tig dilo (Créole guyanais), yawakaka (Wayampi), awawa (Wayana), tsalolo-uhu (Teko), awali boya (Kalina), sawu (Palikour), bigi watragu, yundu (Nengue tongo). Le nom générique, Pteronura, dérive du grec ancien pteron / πτερον signifiant « plume » ou « aile » et ura / ουρά signifiant « queue », en référence à sa queue qui a la forme d'une aile.

## Description

### Caractéristiques générales

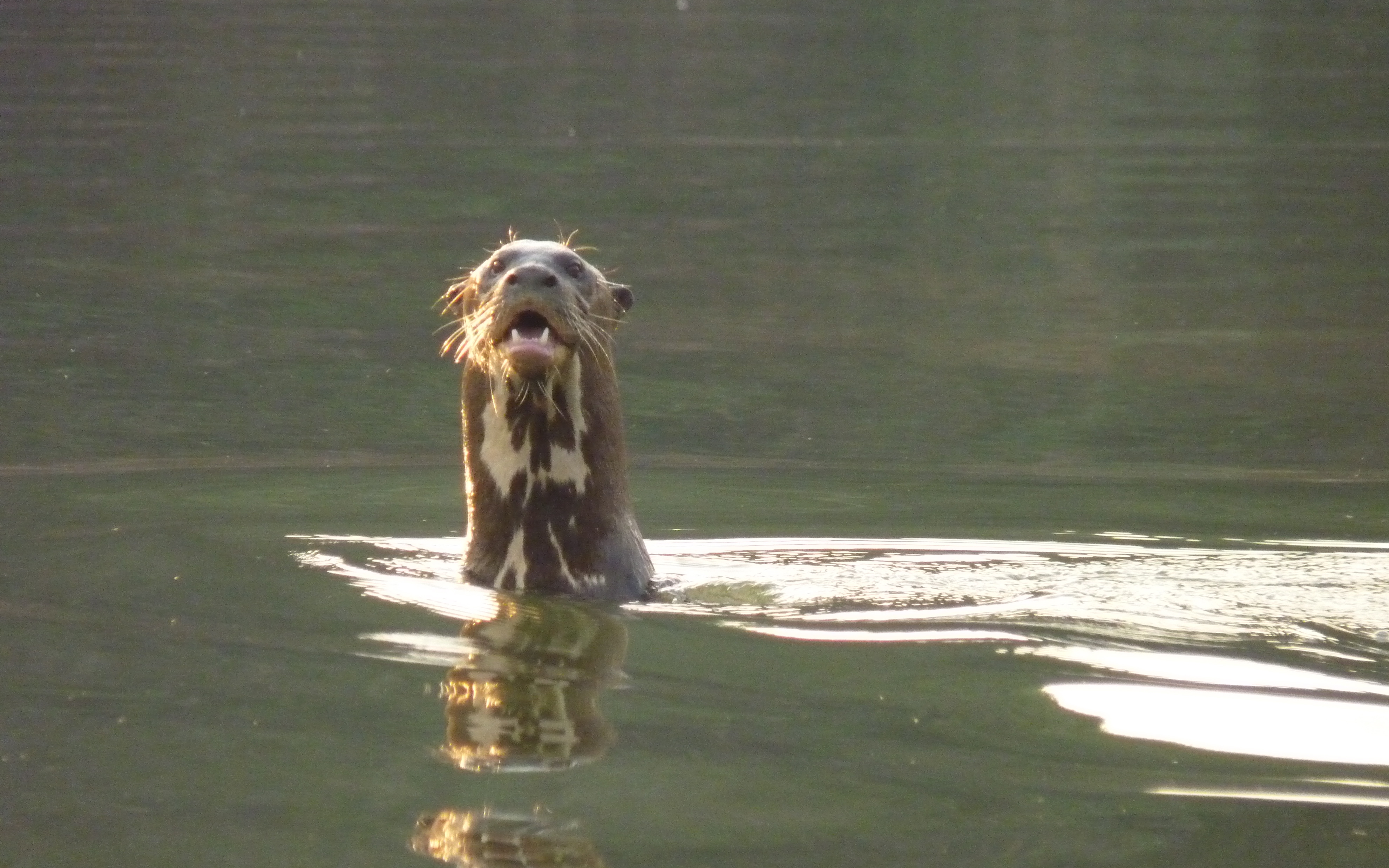
Une Loutre géante dans le parc national du Cantão au Brésil, montrant sa tache caractéristique sur la gorge.

On peut très facilement différencier la Loutre géante des autres loutres d'après ses caractéristiques morphologiques et comportementales. C'est le plus long de tous les mustélidés, mais la Loutre de mer peut parfois être plus lourde. Les mâles comme les femelles mesurent entre 1,5 et 1,7 m. Elle a une queue puissante qui peut atteindre 69 cm de long.
Des observations anciennes de peaux et d'animaux vivants semblent attester que certains mâles pouvaient atteindre de manière exceptionnelle une taille de 2,4 m, mais la chasse intensive de l'espèce réduit très fortement la probabilité de rencontrer des spécimens de cette taille de nos jours. Les animaux que l'on rencontre communément pèsent entre 32 et 45 kg pour les mâles et entre 22 et 26 kg pour les femelles.

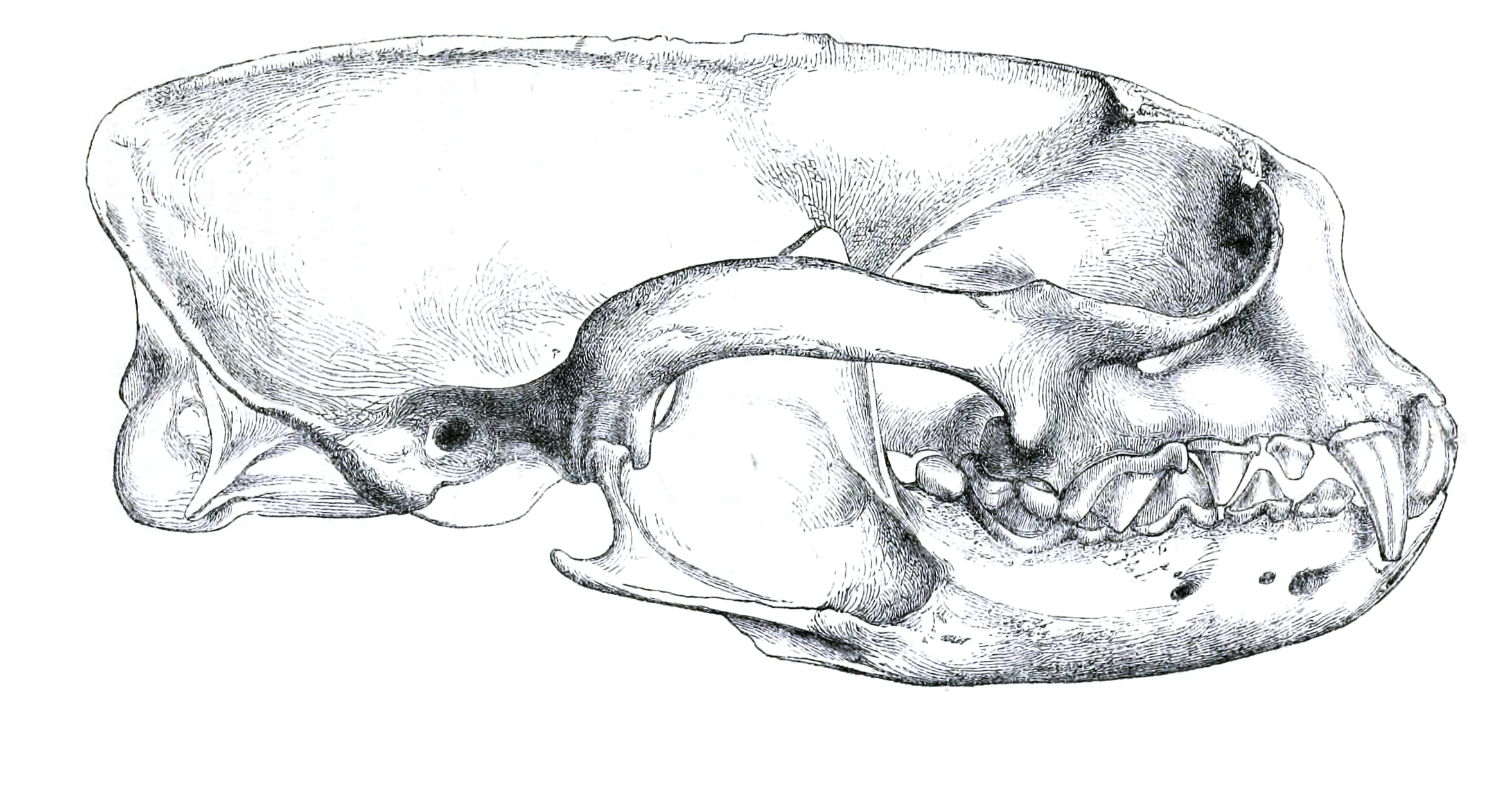
Crâne vu de côté, la petite bouche est habituelle chez les mustélidés, mais elle a chez cette espèce une crête sagittale prononcée, qui explique la morsure très puissante de cet animal.

La Loutre géante a la fourrure la plus rase de toutes les espèces de loutres. Elle est généralement de couleur brun chocolat, mais peut aussi prendre des teintes roussâtres et fauves, et apparait quasiment noire quand elle est mouillée. Cette fourrure est extrêmement dense, à tel point qu'elle est imperméable à l'eau. Les poils de jarre piègent l'eau et gardent au sec la fourrure, constituée de poils de bourre, plus courts. Ces poils de jarre mesurent environ 8 mm de long, soit le double de ceux qui composent la couche de fourrure intérieure. La qualité de sa fourrure en fait un animal recherché par les marchands de fourrures, et a contribué à son déclin. Les animaux présentent des marques blanches ou crème propres à chaque individu sur la gorge et sous le menton, ce qui permet de les identifier dès la naissance,. Les Loutres géantes utilisent ces marques pour se reconnaître, et dès que deux animaux se rencontrent, chacun présente à l'autre sa gorge et le haut de sa poitrine.

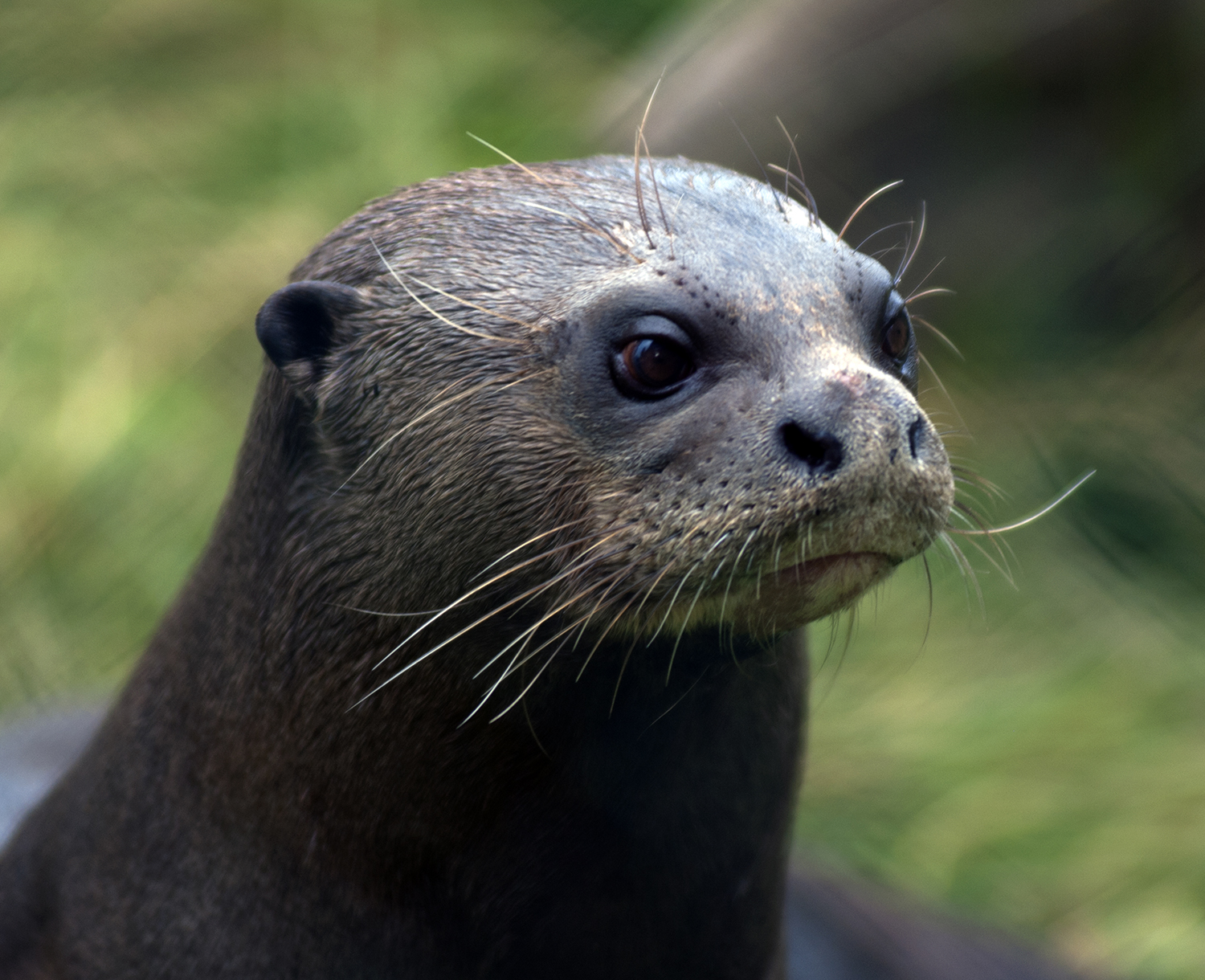
La Loutre géante a de petites oreilles arrondies et des vibrisses bien développées.

Le museau des Loutres géantes est court et incliné, donnant à la tête une forme de balle. Les oreilles sont petites et arrondies. Le nez (ou rhinarium) est complètement couvert de fourrure, laissant juste apparaître deux narines en forme de fentes. La Loutre géante possède des moustaches (vibrisses) très sensibles qui lui permettent de détecter des changements au niveau de la pression de l'eau et des courants, l'aidant à repérer ses proies. Les membres sont courts et trapus, et se terminent par des pieds palmés armés de griffes pointues. Bien adaptée pour la vie aquatique, elle peut obstruer ses oreilles et ses narines quand elle est sous l'eau.
À l'époque où Carter et Rosas ont écrit leur étude, la vision n'était pas bien étudiée, mais des observations sur le terrain ont montré que la loutre se servait en premier lieu de sa vue pour repérer ses proies. Sous l'eau, elle voit à une longue distance. Le fait qu'elle soit surtout active durant la journée conforte l'idée suivant laquelle la vue de cet animal est certainement bien développée, pour l'aider à chasser et à éviter les prédateurs. Les autres espèces de loutres ont une vue classique ou sont légèrement myopes, que ce soit sur terre ou dans l'eau. La Loutre géante a une ouïe fine et un odorat bien développé,.

## Écologie et comportement
La Loutre géante est grégaire et diurne. Les témoignages des premiers explorateurs décrivent des groupes très bruyants entourant leurs bateaux, mais on ne sait rien de très précis sur l'espèce avant les travaux de Duplaix à la fin des années 1970. Les inquiétudes vis-à-vis de la sauvegarde de cette espèce ont par la suite généré diverses études.

### Structure sociale
La Loutre géante est un animal très social, qui vit au sein de larges groupes familiaux. La taille de ces groupes varie entre 2 et 20 membres, mais ils comptent généralement entre 3 et 8 individus,. Les animaux d'un même groupe sont très solidaires entre eux : les loutres dorment, jouent, voyagent et se nourrissent ensemble.

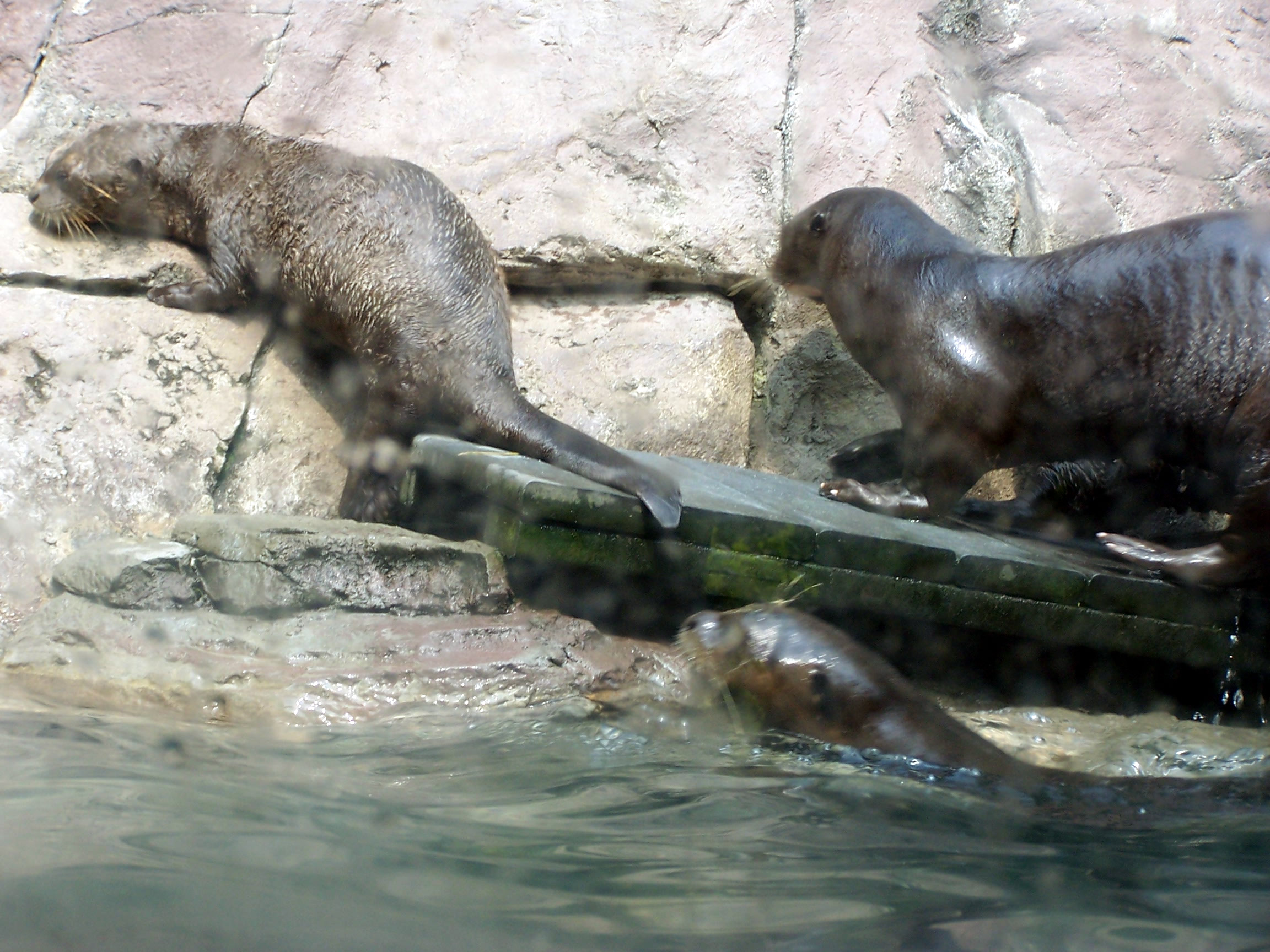
Loutres géantes quittant un bassin ensemble au zoo de Philadelphie. L'espèce est extrêmement sociale, ce qui est rare chez les mustélidés, et les groupes familiaux sont solidaires.

Le groupe est structuré autour du couple dominant, et chaque membre y a un rôle. L'espèce est territoriale, marquant son territoire par son urine, des sécrétions glandulaires et ses cris. Au moins un cas de changement de hiérarchie dans un groupe a été observé, un nouveau mâle prenant le rôle de mâle dominant, mais le mécanisme exact de cette transition n'est pas connu. Duplaix suggère qu'il existe deux types d'animaux, des sédentaires établis dans des groupes et sur des territoires, et des nomades, solitaires, qui transitent avant de s'implanter plus tard dans un territoire. Ces catégories ne sont pas immuables et elles peuvent faire partie du cycle de vie classique de la Loutre géante. Une des raisons invoquées pour expliquer le développement de groupes sociaux organisés dans cette espèce est la présence de proies localement abondantes mais sur des sites dispersés.

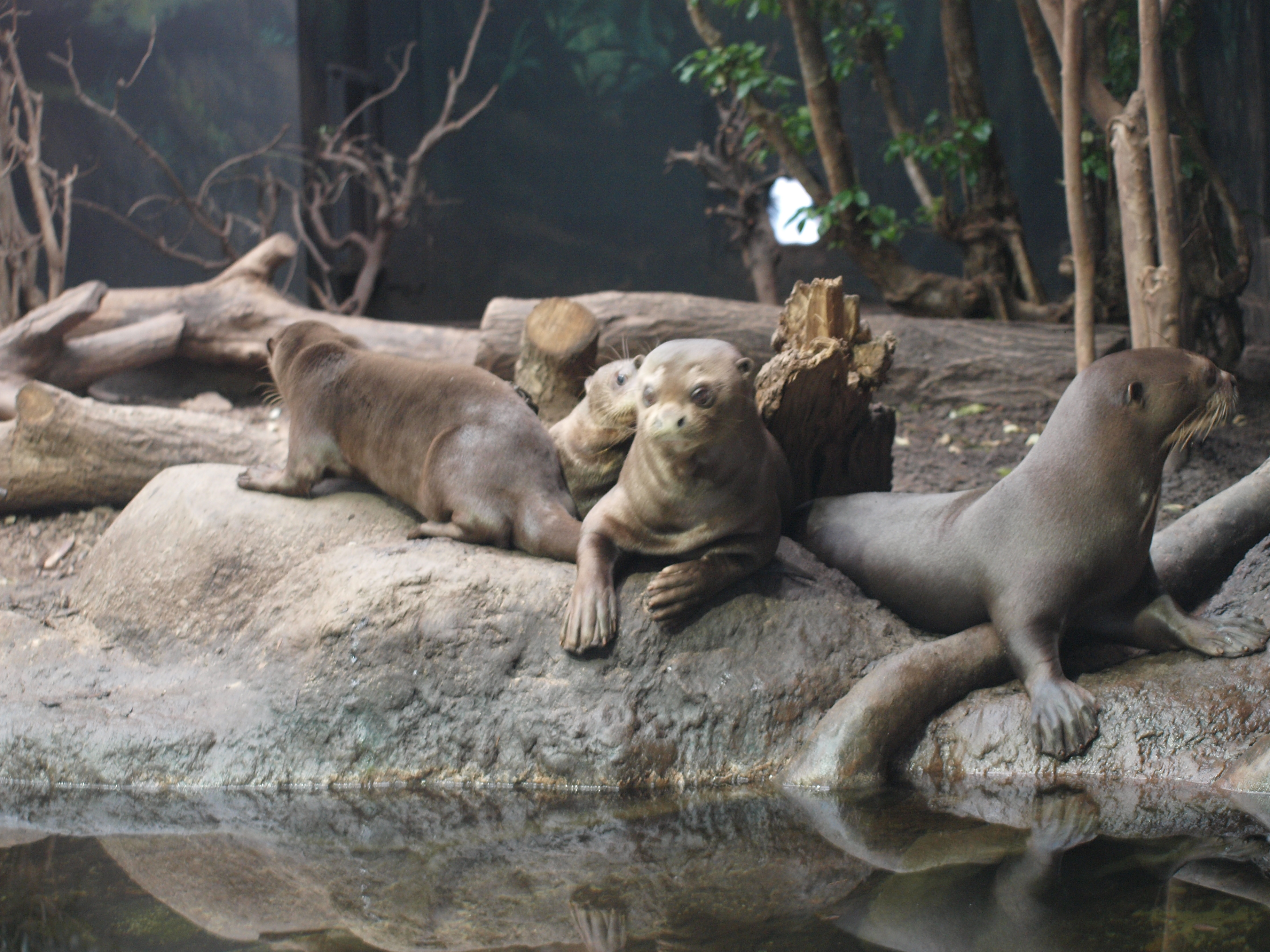
Groupe familial de Loutres géantes au zoo de Chester.

Des agressions entre animaux de l'espèce ont été observées. La défense du territoire vis-à-vis des intrus semble être assurée par les mâles comme par les femelles au sein du couple dominant. Un combat a été observé directement dans le Pantanal brésilien, au cours duquel trois animaux ont violemment pris à partie un autre en limite de leur territoire. Par ailleurs on a retrouvé, également au Brésil, une carcasse présentant des traces claires de violents assauts causés par d'autres loutres, avec des morsures au niveau des parties génitales, une pratique qui a déjà été observée sur des animaux en captivité. Bien que de telles attaques ne soient pas rares chez les grands prédateurs, ces agressions intraspécifiques sont peu communes chez les autres espèces de loutres. Ribas et Mourão pensent que ce comportement peut être mis en rapport avec les liens sociaux forts chez cette espèce, alors qu'ils sont rares chez les autres loutres. Ce comportement agressif n'est pas non plus très fréquent chez la Loutre géante, et les chercheurs ont observé que la majorité du temps les animaux tentent d'éviter les conflits directs,. Au sein des groupes, les animaux sont extrêmement pacifiques et coopératifs. La hiérarchie de ces groupes n'est pas immuable et les animaux partagent fréquemment certains rôles.

### Cri
La Loutre géante est un animal particulièrement bruyant, qui dispose d'un registre complexe de cris et d'appels. Toutes les loutres communiquent par la voix, mais les cris de la Loutre géante sont les plus variés en fréquence et en volume. Duplaix a identifié neuf cris distincts, dont certains peuvent être encore subdivisés, suivant le contexte. Un aboiement bref ou un grognement indique l'intérêt immédiat et un danger. Un cri tremblant peut être utilisé quand la loutre chasse un intrus, et un grognement sourd est émis pour prévenir un intrus de la volonté de le chasser. Les bourdonnements et roucoulements permettent de rassurer les congénères au sein d'un groupe. La loutre siffle, vraisemblablement pour prévenir de ses intentions non hostiles à l'approche d'un groupe, mais cela reste à déterminer. Les nouveau-nés poussent de petits cris aigus pour attirer l'attention, tandis que les jeunes d'un âge plus avancé gémissent et hurlent lors de leur intégration aux activités de groupe.

### Alimentation et technique de chasse

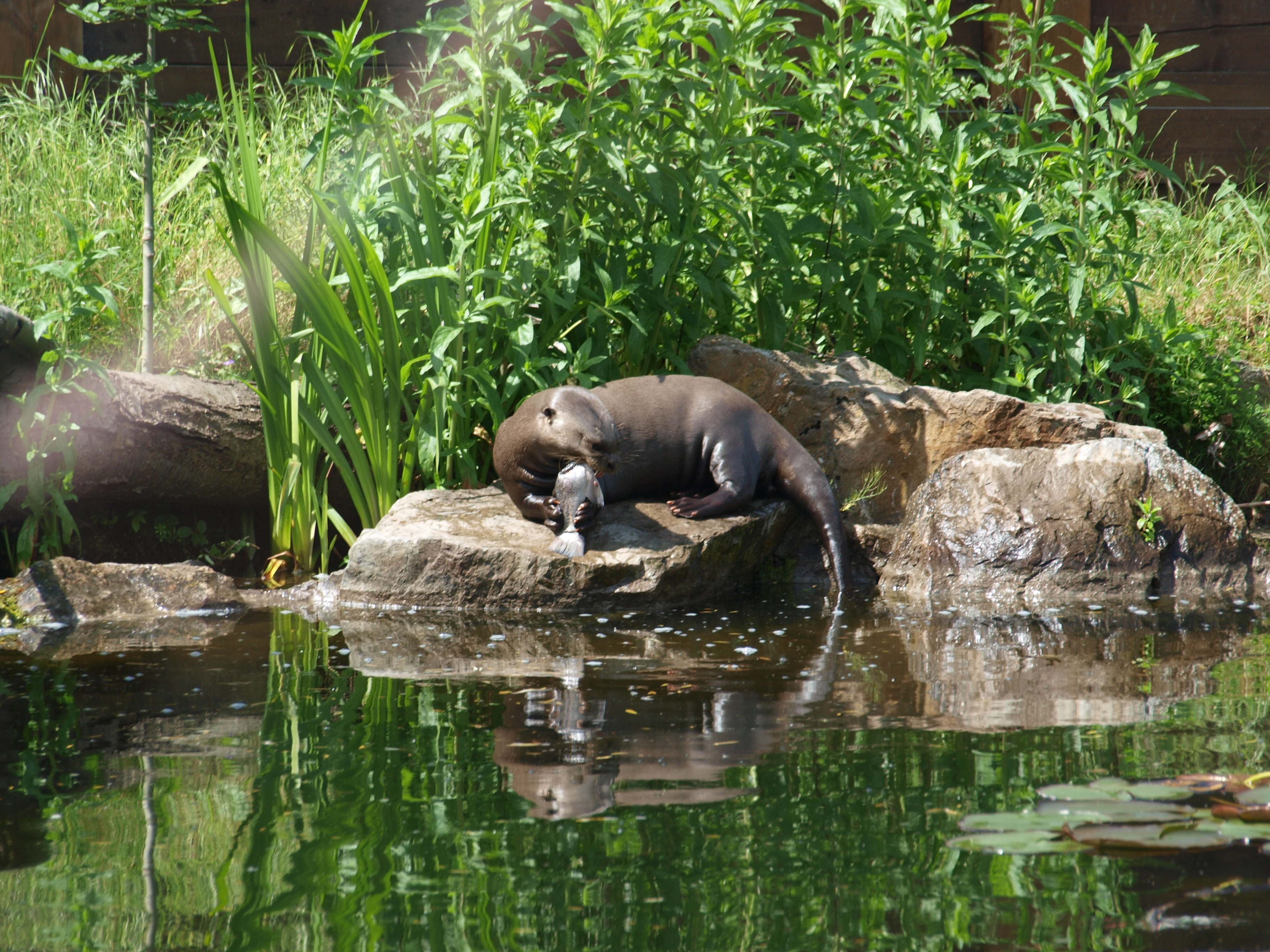
Une Loutre géante en captivité en train de s'alimenter. Ce prédateur attrape ses proies avec ses pattes antérieures et commence par en manger la tête.

La Loutre géante est un prédateur situé au sommet de la chaîne alimentaire, et l'abondance de sa population est un indicateur de l'état de santé global de l'écosystème de la rivière. Elle se nourrit principalement de poissons, dont des cichlidés, des carassins (comme le piranha), et des poissons-chats. Lors d'une étude menée une année durant sur la Loutre géante au Brésil, on a trouvé des restes de poissons dans tous les excréments de loutre observés. Les poissons de l'ordre des Perciformes, notamment les cichlidés, sont présents dans 97 % des fèces, et les Characiformes, comme les carassins, dans 86 %. Les poissons chassés par cette loutre sont des poissons de taille moyenne qui préfèrent les eaux peu profondes, ce qui facilite la tâche de la Loutre géante pour les repérer quand elle chasse. Les proies sont souvent des poissons sédentaires qui ne nagent pas sur de grandes distances, ce qui en fait également des proies plus faciles. Ensuite la Loutre géante se montre opportuniste et se nourrit de l'espèce localement la plus abondante. S'il y a peu de poissons disponibles, elle peut également se nourrir de crabes, de serpents, et même de petits caïmans et anacondas.
L'espèce peut chasser seule, en couple ou en petit groupe, utilisant son excellente vision pour repérer ses proies. Dans certains cas, une situation interprétable comme de la chasse en groupe peut n'être que coïncidence, plusieurs individus chassant individuellement à proximité les uns des autres. La chasse en groupe est seulement pratiquée pour attraper des proies qui ne pourraient être prises par un individu seul, comme des anacondas ou le Caïman noir. La Loutre géante semble préférer chasser des poissons qui se tiennent immobiles au fond de rivières à l'eau claire. La chasse est rapide et violente, et la loutre manque rarement sa cible. Elle peut attaquer par en dessous ou au-dessus, saisissant au dernier moment la proie entre ses mâchoires. Les Loutres géantes attrapent elles-mêmes les proies qu'elles mangent, et les consomment immédiatement après les avoir prises. Elles les tiennent fermement entre leurs pattes antérieures, et commencent par manger leur tête. Carter et Rosas ont observé qu'un animal adulte détenu en captivité consomme environ 10 % de son poids en nourriture quotidiennement.

### Prédation et compétition

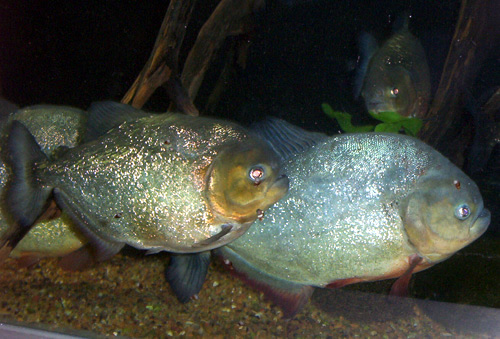
Les Characiformes comme les différentes espèces de piranhas constituent des proies appréciées par la Loutre géante, mais ces poissons agressifs peuvent également représenter une menace pour elle. Duplaix pense que les piranhas attaquent parfois les Loutres géantes.

Les Loutres géantes adultes n'ont pas réellement de prédateurs, mis à part l'Homme. Il est possible qu'elles soient très rarement attaquées par le Jaguar, le Cougar, et les anacondas comme le suggère Duplaix, en s'appuyant sur d'anciennes constatations mais jamais sur des observations directes. Les jeunes sont plus vulnérables, et peuvent être la proie du Caïman noir et d'autres grands prédateurs, bien que les adultes ne surveillent pas particulièrement leur progéniture. Le Caïman à lunettes est un autre compétiteur potentiel, mais Duplaix n'a observé aucun conflit entre ces deux espèces au Suriname. Quand elle est dans l'eau, la Loutre géante est exposée à certains autres dangers comme les Anguilles électriques et les raies Myliobatiformes qui peuvent la blesser mortellement, et les piranhas qui peuvent lui infliger des morsures, comme en témoignent des cicatrices retrouvées sur certains individus.
Même sans prédateurs directs, la Loutre géante peut se retrouver en compétition avec d'autres espèces pour avoir accès à ses ressources en nourriture. Duplaix a notamment observé des interactions avec la Loutre à longue queue. Ces deux espèces sont sympatriques pendant certaines saisons, non sans qu'il y ait de sérieux conflits. La Loutre à longue queue, plus petite, est beaucoup plus timide, moins bruyante et moins sociale. Mesurant le tiers de la taille de la Loutre géante, elle est beaucoup plus vulnérable aux prédateurs, et un manque de discrétion lui est donc plus préjudiciable. La Loutre à longue queue est active au crépuscule et la nuit, ce qui réduit les risques de conflit avec la Loutre géante qui est diurne. Par ailleurs elle s'attaque à des proies plus petites, utilise des sites différents pour construire ses terriers, et a des préférences différentes quant au type d'eaux dans lesquelles elle évolue, ce qui réduit encore les interactions.
D'autres espèces ont les mêmes proies que la Loutre géante, comme les caïmans et les grands poissons piscivores. Les Gymnotidae, comme l'Anguille électrique, et les grands Siluridés font partie des espèces en compétition avec la loutre au niveau des ressources alimentaires. Deux dauphins de rivière, le Tucuxi et le Boto, peuvent également entrer en compétition avec elle, mais leurs préférences alimentaires et leur habitat se ressemblent moins.

### Reproduction et cycle de vie

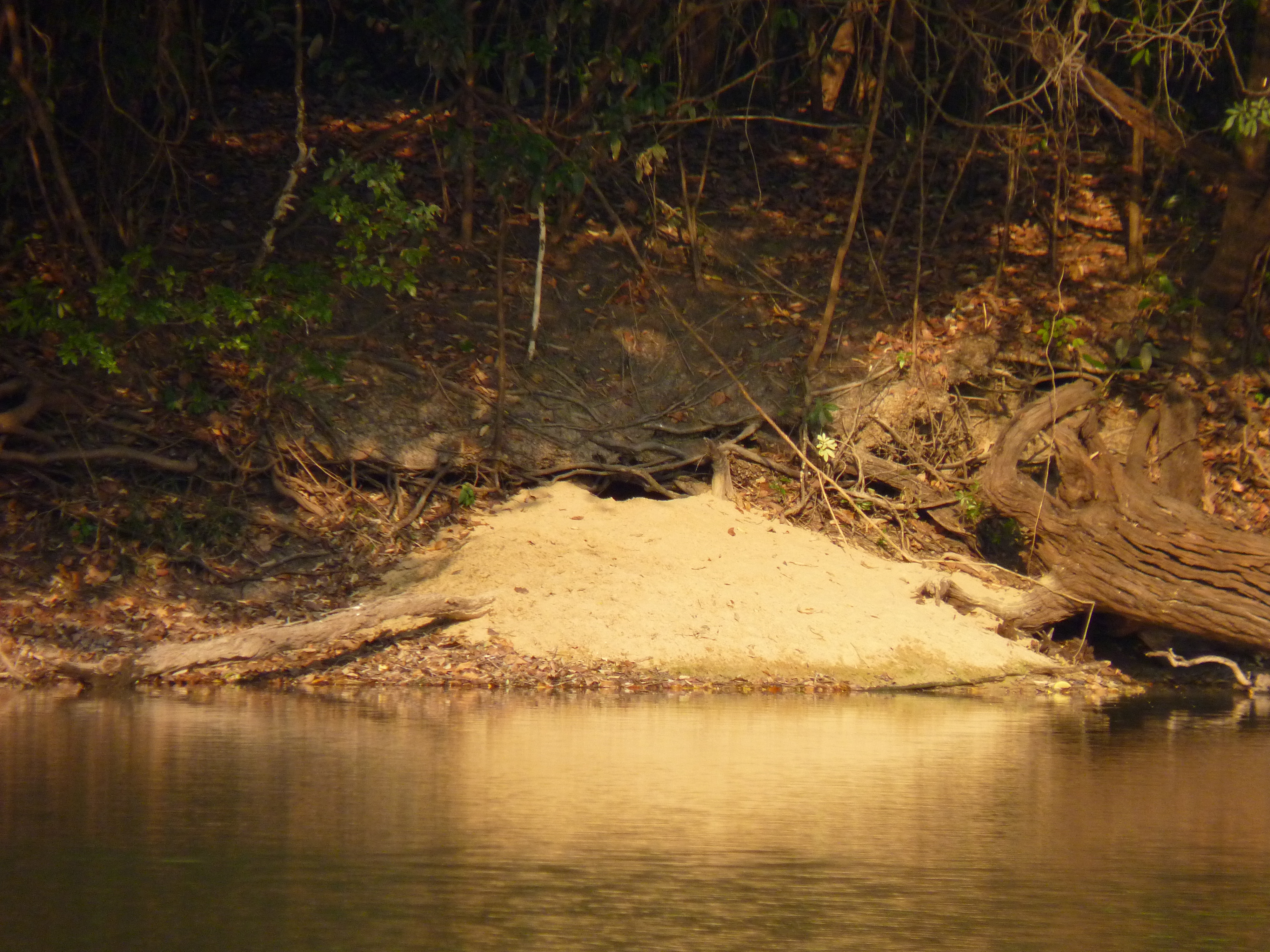
Terrier d'une Loutre géante sur la rive d'un lac dans le parc d'État de Cantão. Le sable blanc frais est un signe d'activité récente dans le terrier.

Les Loutres géantes construisent des terriers creusés sur la rive d'un cours d'eau, et qui disposent généralement de plusieurs entrées et de plusieurs chambres à l'intérieur. Elles donnent naissance à leur progéniture dans ces terriers durant la saison sèche. Dans le parc de Cantão, les loutres creusent leurs terriers sur le bord des marigots constitués par les bras morts du fleuve à partir du mois de juillet, quand les eaux sont déjà assez basses. La naissance des petits a lieu entre août et septembre. Ainsi les jeunes sortent du terrier vers octobre et novembre, qui sont les mois où le niveau de l'eau est le plus bas, et où la concentration de poissons dans le lac et ces canaux est donc la plus forte. Cela facilite la pêche pour les adultes qui peuvent attraper suffisamment de poissons pour nourrir leur progéniture, et permet aux jeunes d'apprendre plus facilement à pêcher. Tous les membres du groupe, y compris les adultes non reproducteurs, généralement issus d'une portée précédente, collaborent pour attraper suffisamment de poissons pour les jeunes de l'année.
On sait peu de chose de la reproduction et du cycle de vie de la Loutre géante, et les informations dont on dispose proviennent quasi exclusivement de l'observation des animaux en captivité. Les femelles semblent donner naissance aux petits durant toute l'année, même si à l'état sauvage elles semblent privilégier la saison sèche. L'œstrus dure 21 jours, et les femelles sont réceptives aux avances des mâles entre le 3e et le 10e jour. L'étude de spécimens en captivité a montré que c'était le mâle qui initiait l'accouplement. À Tierpark Hagenbeck, en Allemagne, des couples restant unis à long terme ont été observés. L'accouplement a le plus souvent lieu dans l'eau. La gestation dure 65 à 70 jours, et la femelle donne naissance à une portée de 1 à 5 petits, avec une moyenne de 2,. Des recherches pendant cinq années sur un couple reproducteur au zoo de Cali, en Colombie, a montré que l'intervalle moyen entre deux portées était de 6 à 7 mois, mais pouvait se réduire à 77 jours quand la portée précédente ne survivait pas. D'autres sources ont conclu à des intervalles bien plus élevés, et certains annoncent qu'à l'état sauvage il serait compris entre 21 et 33 mois.

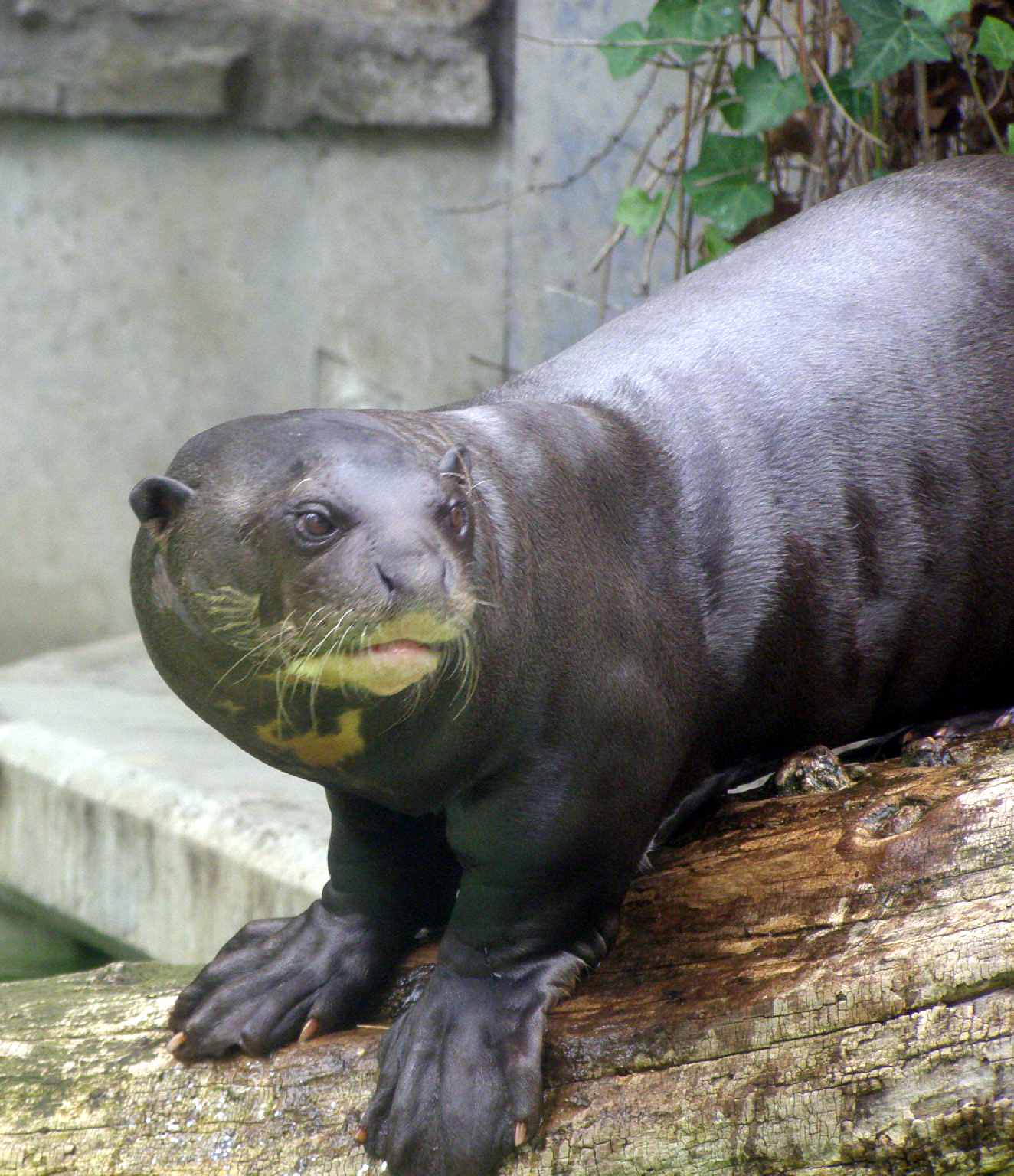
Les Loutres géantes en captivité ont fortement contribué aux connaissances scientifiques que l'on a sur la reproduction de l'espèce.

Les femelles donnent naissance à des nourrissons couverts de fourrure et aveugles dans un terrier situé sur le bord de la rivière et à proximité d'un site de pêche. Les mâles participent activement à l'élevage des nourrissons et la cohésion familiale est forte. Les jeunes issus d'une portée précédente participent également à l'élevage des petits, même s'ils quittent parfois temporairement le groupe immédiatement après leur naissance. Les jeunes ouvrent les yeux à partir de leur quatrième semaine, et sont capables de nager entre 12 et 14 semaines. Ils sont sevrés vers neuf mois et commencent dès lors à chasser par leurs propres moyens. Les animaux atteignent leur maturité sexuelle vers deux ans, et, mâles comme femelles, ils quittent définitivement le groupe entre deux et trois ans,. Ils cherchent ensuite un nouveau territoire pour créer leur propre famille.
La Loutre géante est très sensible à la présence humaine quand elle élève ses petits. Ainsi, aucune reproduction en captivité n'a été réussie avec succès sans assurer aux adultes une tranquillité suffisante. Le stress causé par la vue de l'Homme et ses bruits peut conduire les loutres adultes à négliger leur progéniture, l'éliminer ou réduire la quantité de lait produit par la mère. Dans la nature, la présence de l'Homme trop près des sites de reproduction de la loutre pourrait causer des troubles similaires. Par ailleurs, lorsqu'elles sentent que leur progéniture est en danger, les loutres se révèlent très agressives envers les intrus, et tous les membres du groupe peuvent s'attaquer aux éléments perturbateurs que peuvent être les bateaux ou les humains.
La longévité de la Loutre géante dans la nature peut atteindre 8 ans. En captivité, cette espérance de vie est rehaussée à 17 ans, le record non confirmé étant même de 19 ans. L'animal est sensible à diverses maladies, comme la parvovirose canine. Des parasites, comme les larves de certaines mouches et des vers intestinaux, peuvent toucher cette espèce. Parmi les autres causes de mortalité courantes, on note les accidents, les gastroentérites, les infanticides et les crises d'épilepsie.

## Distribution et habitat

### Répartition géographique et population

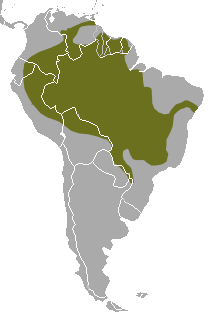
Répartition géographique de la Loutre géante.

La Loutre géante a perdu 80 % de son aire de répartition sud-américaine. Elle est toujours présente dans divers pays de la partie centre-nord de l'Amérique du Sud, mais ses populations y sont très fortement menacées. L'UICN liste la Bolivie, le Brésil, la Colombie, l'Équateur, la Guyane française, le Guyana, le Paraguay, le Pérou, le Surinam et le Venezuela comme pays où vit encore aujourd'hui cette espèce. Étant donné les extinctions locales, l'aire de répartition de l'espèce est aujourd'hui discontinue. La taille de la population globale est difficile à estimer. Une étude de l'UICN en 2006 suggère qu'il reste entre 1 000 et 5 000 loutres. La Bolivie était autrefois peuplée d'un grand nombre de loutres, mais elle devient un point noir dans la distribution de l'espèce après la pratique intensive du braconnage entre les années 1940 et 1970 ; aujourd'hui il y demeure une population en bonne santé mais de petite taille estimée à 350 individus en 2002. L'espèce a disparu du sud du Brésil, mais dans l'ouest du pays la diminution de la pression de la chasse a permis une recolonisation par l'espèce, et on estime qu'il y a 1 000 animaux voire plus dans la région,.

Les Guyanes demeurent un bastion important pour la Loutre géante. Le Surinam garde une bonne partie de forêts tropicales sur son territoire, et dispose de plusieurs zones protégées. Il est indiqué sur la carte ci-dessus. Le Guyana est situé à l'ouest de ce pays et la Guyane à l'est.

En 2006, la majorité des spécimens de cette espèce vivait dans la partie brésilienne de l'Amazonie et les régions frontalières. Une population importante vit dans les régions humides du centre du rio Araguaia, et en particulier au sein du parc d'État du Cantão, qui, avec ses 843 lacs, ses forêts inondées et ses marais, est l'un des habitats les plus appropriés pour l'espèce au Brésil.
Le Surinam a une importante couverture forestière et dispose de plusieurs zones protégées, ce qui protège la Loutre géante. Duplaix se rend dans ce pays en 2000 et observe que la Loutre géante est toujours présente dans le Kaburi Creek, un « joyau » de biodiversité, bien que la présence humaine croissante et  l'utilisation du terrain suggèrent que tôt ou tard cette espèce ne sera pas en mesure d'y trouver de sites appropriés pour nicher. Dans un rapport pour le compte de la World Wildlife Fund en 2002, Duplaix soulignait l'importance du Surinam et des Guyanes dans la sauvegarde de l'espèce :

« Les trois Guyanes demeurent la dernière forteresse pour les Loutres géantes en Amérique du Sud, avec un habitat parfait pour la Loutre géante sur certaines rivières et globalement une bonne densité de Loutres géantes, mais pour combien de temps ? La survie des populations de Loutre géante dans les Guyanes est essentielle à la sauvegarde de cette espèce menacée en Amérique du Sud. »

D'autres pays font des efforts pour mettre en place des zones protégées au sein de l'aire de répartition de la Loutre géante. En 2004, le Pérou crée une des plus grandes aires de conservation au monde, le parc national Alto Purús, qui a une aire équivalente à la surface de la Belgique. Le parc présente diverses espèces de plantes et d'animaux, dont la Loutre géante, et détient le record du monde du point de vue de la diversité en mammifères sur une réserve,. La Bolivie a désigné un ensemble de zones humides plus vaste que la Suisse comme étendue d'eau douce protégée en 2001 ; elles abritent aussi des Loutres géantes.
Enfin, une Loutre géante a été aperçue, en mai 2021, dans la partie du río Bermejo protégée par le parc national El Impenetrable créé en 2014 dans la province du Chaco en Argentine, pays d'où elle avait disparu depuis les années 1980 et rivière où elle n'avait plus été vue depuis plus d'un siècle. Les spécialistes émettent l'hypothèse que ce repeuplement proviendrait probablement de la région du Pantanal paraguayen. Situé à 1 000 km au nord-est, c'est en effet la zone la plus proche où se trouvent des groupes connus de Loutre géantes mais elle est potentiellement connectée par le réseau hydrographique au Bermejo.

### Habitat

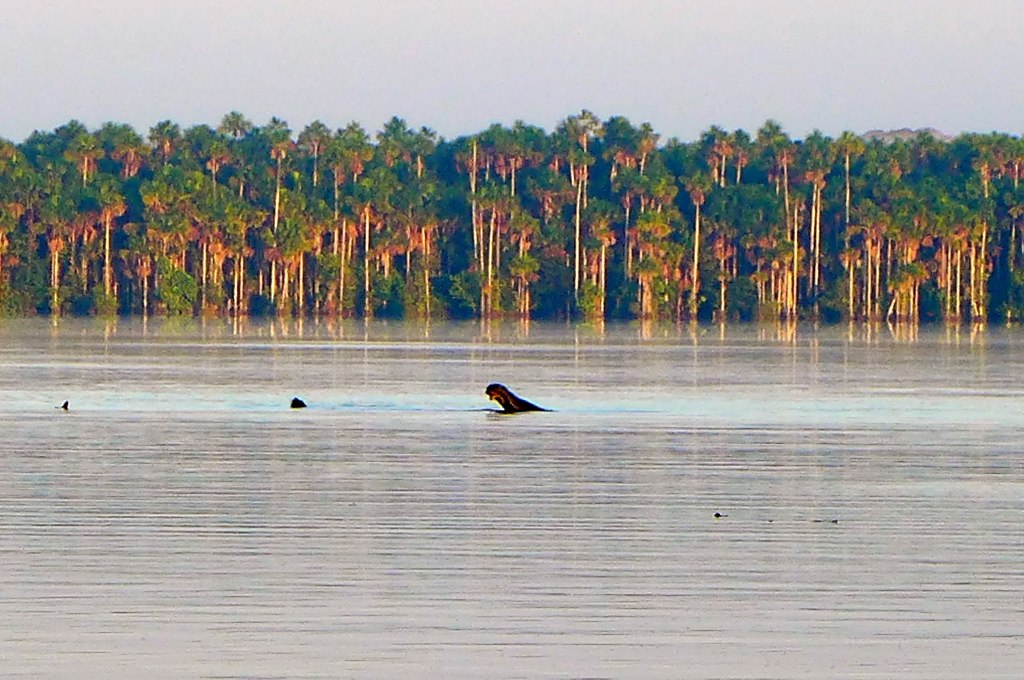
Loutres géantes en train de jouer dans un lac au Pérou.

L'espèce est amphibie, bien qu'avant tout terrestre. On la rencontre dans les rivières et les ruisseaux d'eau douce, qui sont saisonnièrement inondés. Les lacs d'eau douce constituent également un habitat potentiel pour cette espèce. Duplaix a identifié deux facteurs nécessaires pour que la loutre s'installe dans un habitat : l'abondance de la nourriture, qui semble corrélée à des eaux peu profondes, et des rives basses avec une végétation offrant une bonne couverture et un accès facile à l'eau. La Loutre géante préfère les eaux douces, au fond rocheux ou sableux, aux eaux blanches saumâtres.

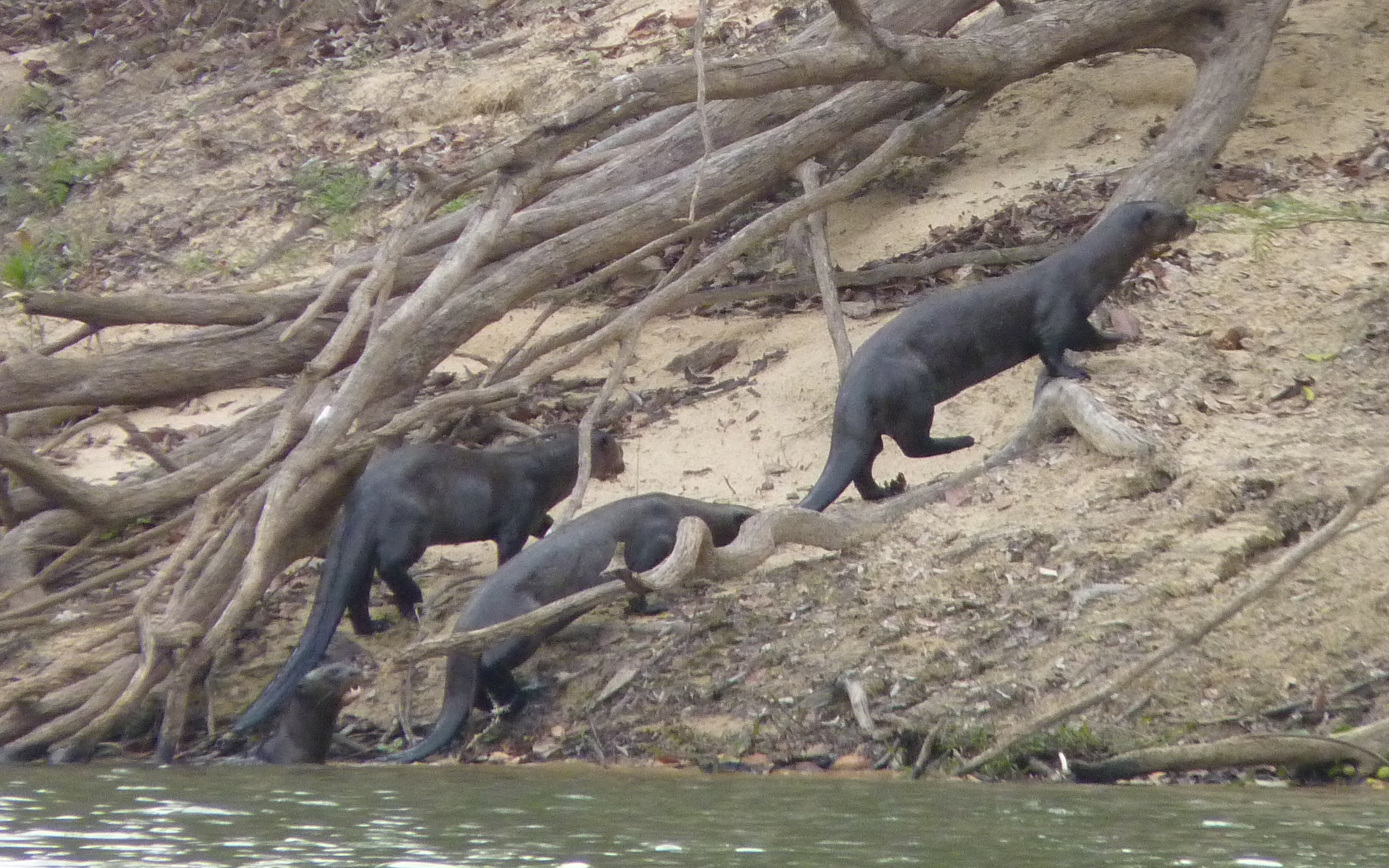
Un groupe de quatre Loutres géantes sortant de l'eau sur la rive dans le parc d'État de Cantão.

La loutre utilise les zones adjacentes à la rivière pour établir son terrier, ses latrines et son camp, lieu extérieur activement marqué olfactivement où les loutres vivent lorsqu'elles ne sont pas dans leur terrier et ne chassent pas. Les Loutres géantes peuvent éclaircir la végétation sur une surface assez importante pour y établir leur camp. Une étude a montré qu'il pouvait mesurer au maximum 28 m de long et 15 m de large, la loutre y indiquant sa présence par des sécrétions de diverses glandes, son urine et ses fèces. Carter et Rosas ont trouvé une taille moyenne de ces camps trois fois plus petite. Les latrines communes sont adjacentes au camp, et les terriers ont une entrée généralement située sous des racines ou un arbre tombé au sol. Une étude a montré qu'il pouvait y avoir entre 3 et 8 de  ces camps pour un groupe de loutres, répartis dans l'aire d'alimentation. Dans les zones saisonnièrement inondées, la loutre abandonne les camps durant la saison humide, partant dans les forêts inondées à la recherche de proies. Les lieux les plus appropriés pour le terrier, souvent là où le sol est profond, peuvent être utilisés d'année en année. Les terriers peuvent s'étendre sur de grandes longueurs, et comprennent généralement une sortie de secours vers les bois ou les marais, loin de l'eau. Les sites ne sont pas forcément marqués olfactivement tous les jours, mais ils sont au moins visités par un couple de loutres le matin.
Les études portant sur cette loutre ont généralement lieu durant la saison sèche, et la connaissance de l'utilisation de son habitat par cet animal demeure donc partielle. Une étude sur trois groupes de loutres en Équateur a montré qu'au total un groupe occupait un territoire compris entre 0,45 et 2,79 km2 durant la saison sèche. Toutefois la disponibilité de l'habitat et les contraintes qui lui sont liées sont certainement complètement différentes durant la saison des pluies : on estime que les territoires font alors entre 1,98 et 19,55 km2. D'autres recherches concluent que les territoires mesurent approximativement 7 km2 et font état d'une forte corrélation inverse entre les liens sociaux entre animaux et la taille des territoires ; ainsi la Loutre géante, très sociale, a un territoire relativement petit pour un animal de cette taille. La densité des populations varie suivant le lieu, pouvant atteindre 1,2 animal/km2 au Suriname et n'étant que de 0,154 animal/km2 en Guyane.

## Taxonomie et évolution

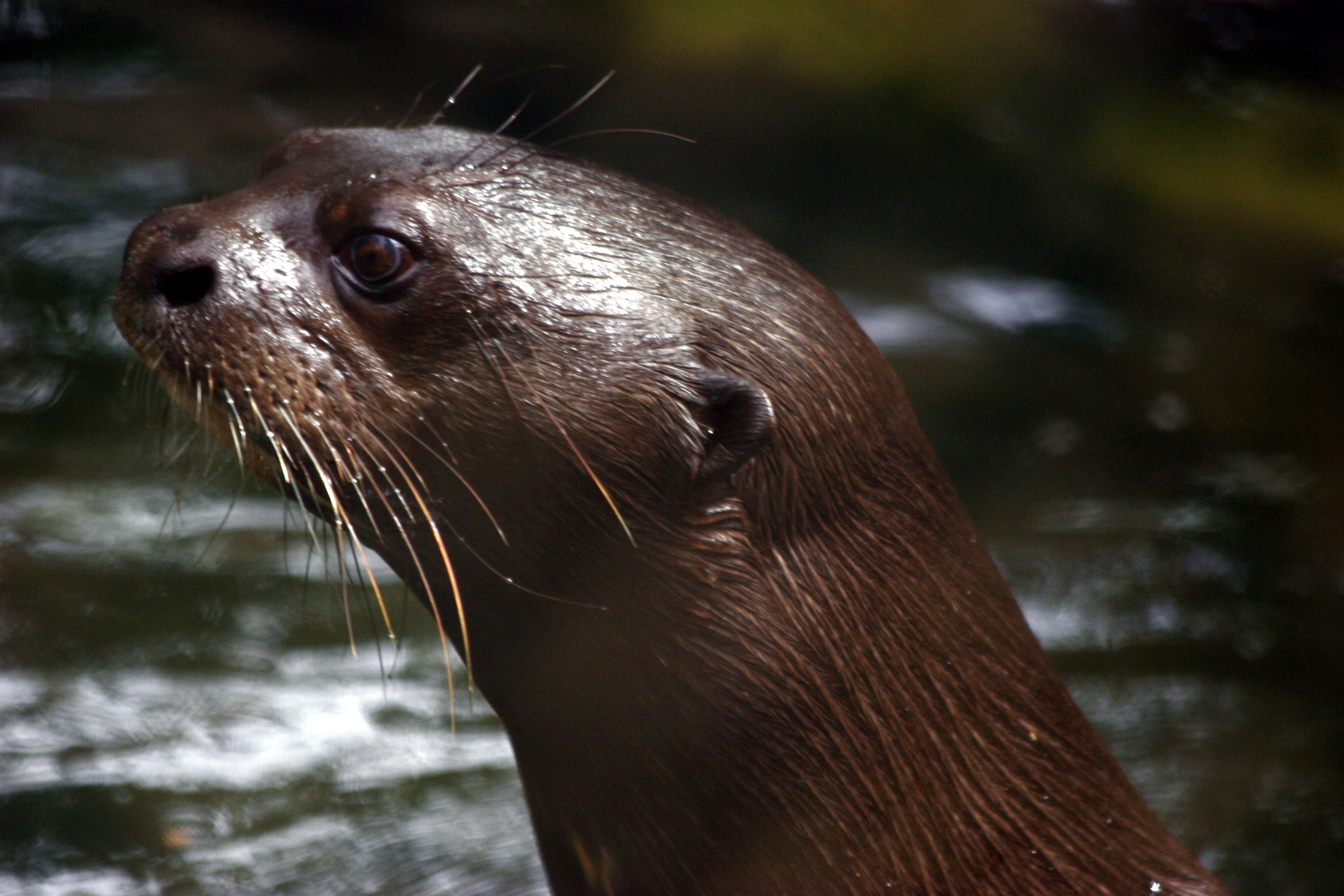
Tête de Loutre géante issue de l'institut de recherche du Museu Paraense Emílio Goeldi.

Les loutres forment la sous-famille des Lutrinae au sein des mustélidés, et la Loutre géante est la seule représentante du genre Pteronura. Deux sous-espèces sont généralement reconnues, notamment dans l'ouvrage de référence Mammal Species of the World : P. b. brasiliensis et  P. b. paraguensis. De mauvaises descriptions ont conduit à l'apparition d'un grand nombre d'appellations synonymes (la seconde sous-espèce est par exemple régulièrement appelée P. b. paranensis dans la littérature). P. b. brasiliensis occupe le nord de l'aire de répartition de l'espèce, et on la trouve dans les bassins de l'Orénoque et de l'Amazone, ainsi que dans les Guyanes. Au sud, P. b. paraguensis était à l'origine présente au Paraguay, en Uruguay, au sud du Brésil, et au nord de l'Argentine. Aujourd'hui toutefois, l'Union internationale pour la conservation de la nature (UICN) doute de sa persistance en Argentine et en Uruguay. En Argentine, des investigations ont montré que l'espèce était toujours représentée, bien qu'assez rare. P. b. paraguensis est un peu plus petite et a un instinct grégaire plus poussé. Elle peut également se différencier par sa dentition et la morphologie de son crâne. Carter et Rosas ont toutefois dénigré la distinction en sous-espèces en 1997, arguant que cette classification était apparue seulement une fois dans la littérature, et que P. b. paraguensis et P. b. brasiliensis était très ressemblants.

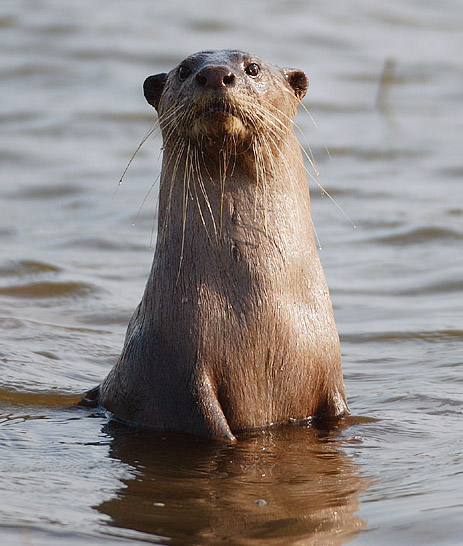
Loutre à pelage lisse, plus proche apparentée de la Loutre géante.

La Loutre géante pourrait descendre d'animaux appartenant à un genre aujourd'hui éteint, Satherium, qui ont migré vers l'Amérique au Pliocène ou au début du Pléistocène. Trois autres espèces du genre Lontra sont présentes en Amérique du Sud : la Loutre à longue queue, la Loutre du Chili et la Loutre marine. Malgré leur proximité géographique, la Loutre géante semble avoir évolué indépendamment des autres espèces de Lontra en Amérique du Sud. L'espèce qui lui est le plus apparentée semble en fait la Loutre à pelage lisse (Lutrogale perspicillata) d'Asie : elle a un comportement similaire, les mêmes cris et une morphologie du crâne semblable. Les deux espèces montrent la même tendance à créer des couples stables avec un mâle très impliqué dans l'élevage des petits.
L'analyse phylogénétique menée par Koepfli et Wayne en 1998 a montré que la Loutre géante est l'espèce qui diverge le plus des autres au sein de la sous-famille des loutres, formant même un clade à part détaché depuis 10 à 14 millions d'années. Ils ont également noté que cette divergence était peut-être le clade de base parmi les loutres, puisqu'elle s'en est détachée avant d'autres mustélidés comme l'hermine, le putois ou le vison. Des recherches plus récentes datant de 2004 sur les séquences ADN des mustélidés ont situé la divergence de la Loutre géante il y a 5 à 11 millions d'années. L'arbre phylogénétique correspondant situe la divergence du genre Lontra comme la première dans le genre des loutres, et la divergence des Pteronura en second.

## La Loutre géante et l'humain

### Statut de sauvegarde
L'UICN a classé la Loutre géante comme « en danger » en 1999 ; elle était considérée auparavant comme une espèce « vulnérable » depuis 1982, quand on a disposé pour la première fois de suffisamment de données pour lui donner un statut. Elle est protégée par l'Annexe I de la Convention sur le commerce international des espèces de faune et de flore sauvages menacées d'extinction (CITES) : tout commerce de l'animal entier ou de produits en provenant est interdit.

### Menaces

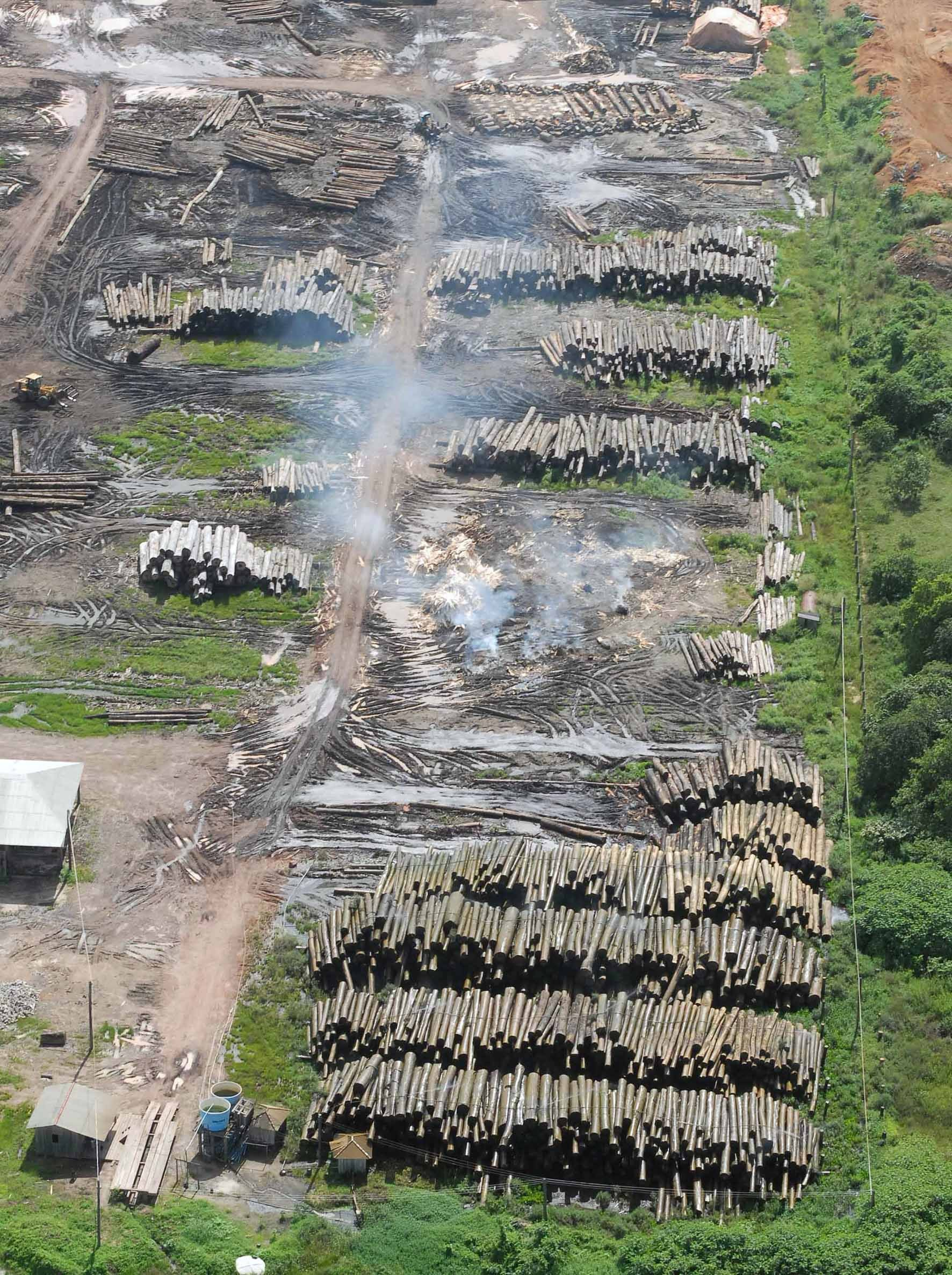
La plus grande menace pour la Loutre géante est la perte de son habitat liée à la déforestation notamment.

Cet animal doit faire face à diverses menaces. Le braconnage a longtemps été le plus gros problème pour la sauvegarde de l'espèce. Les statistiques montrent qu'entre 1959 et 1969, 1 000 à 3 000 peaux étaient collectées dans la partie brésilienne de la seule Amazonie. L'espèce a été tellement décimée à cette période que ce nombre n'était plus que de 12 en 1971. Son ajout à l'annexe I de la CITES en 1973 a fortement réduit le braconnage, même si la demande n'a pas pour autant complètement disparu : dans les années 1980, le prix d'une peau était de 250 USD sur le marché européen. Cette menace était exacerbée par le comportement peu farouche de la loutre qui a tendance naturellement à se rapprocher des êtres humains. La Loutre géante est ainsi extrêmement facile à tuer, car active le jour et très curieuse. La maturité sexuelle tardive de cet animal et ses comportements sociaux complexes rend la chasse particulièrement désastreuse pour le maintien des populations.
Plus récemment, la destruction et la dégradation de son habitat sont devenus le principal danger pour l'espèce, et une diminution des effectifs de loutres de l'ordre de 50 % en vingt ans à compter de 2004 est à craindre (soit trois générations de loutres). Typiquement, les bûcherons arrivent les premiers dans la forêt, rasant la végétation le long des berges. Les agriculteurs suivent, épuisant le sol et créant des habitats inappropriés. Au fur et à mesure de l'expansion des activités humaines, l'aire de répartition de la Loutre géante se réduit. La fuite des sub-adultes pour rechercher de nouveaux territoires rend impossible la formation de groupes familiaux classiques. Des menaces plus spécifiques liées aux activités humaines comprennent l'exploitation des forêts d'acajou dans son habitat, et l'augmentation de la concentration en mercure, un sous-produit de l'activité minière, dans les poissons dont elle se nourrit,. L'orpaillage en développement rejette par ailleurs quantité de sédiments dans l'eau des rivières, qui les rendent impropres à la survie des poissons et des loutres. La pollution de l'eau par les activités minières, l'extraction de pétrole et l'agriculture constituent un sérieux danger : la concentration en pesticides et autres produits chimiques augmente à chaque niveau de la chaîne alimentaire, et peut empoisonner les superprédateurs comme la Loutre géante.
Parmi les autres menaces qui planent sur cette espèce, on note sa concurrence avec les pêcheurs, qui perçoivent souvent cette espèce comme une nuisance. L'écotourisme a également un impact ; s'il permet de récolter de l'argent et de sensibiliser le public à ces animaux et leur sauvegarde, il augmente l'impact de l'Homme sur cette espèce en contribuant à la faire vivre à proximité des humains et en la perturbant dans son milieu naturel. De nombreuses mesures de restriction sur l'utilisation du terrain et sur l'intrusion de l'Homme dans son habitat sont nécessaires pour préserver les populations sauvages de cette espèce. Schenck et al., qui a entrepris un important travail de terrain au Pérou dans les années 1990, suggère la mise en place de zones indemnes de toute fréquentation par l'Homme, qui pourraient être surveillées par des tours et plateformes d'observation situées à proximité. Des limites quant au nombre de touristes présents au même moment, des interdictions portant sur la pêche et une distance minimum d'approche de 50 m sont d'autres mesures de protection proposées pour sauvegarder l'espèce.

### Interactions avec l'humain

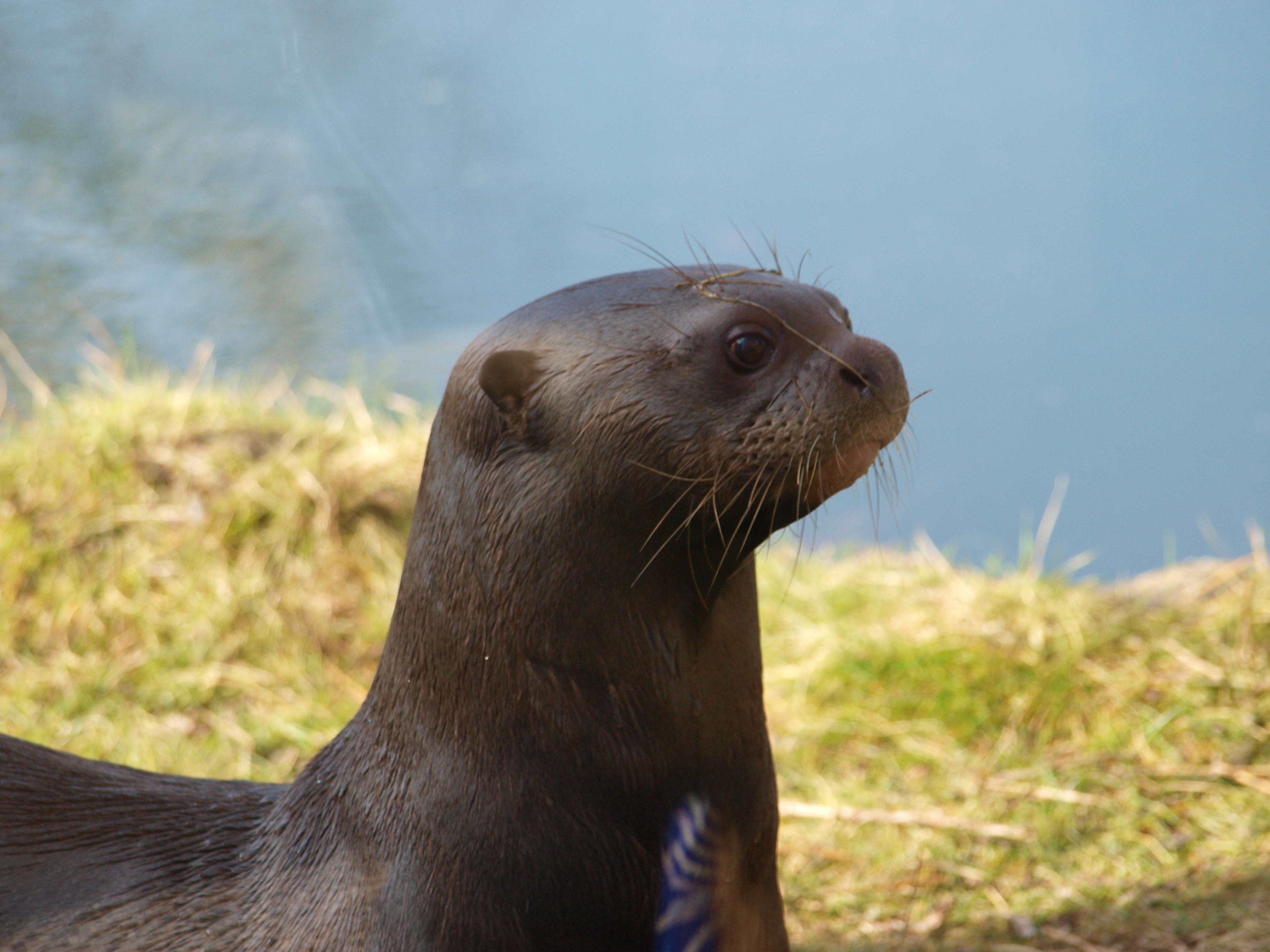
Loutre géante au zoo de Chester.

Au travers de son aire de répartition, la Loutre géante interagit avec les peuples indigènes d'Amérique du Sud, qui pratiquent souvent la chasse et la pêche traditionnelles. Une étude portant sur cinq communautés indigènes en Colombie a suggéré que les pratiques des indigènes constituaient une menace pour l'espèce : les loutres sont souvent considérées comme nuisibles car concurrentes sur la pêche, et sont parfois tuées pour cette raison. Même en évoquant l'importance de l'espèce dans l'écosystème et le danger de son extinction, les interviews ont montré que les populations locales ne montraient aucun intérêt à sauvegarder cette espèce. Les écoliers, toutefois, ont une vision plus positive de cet animal.
Au Suriname, la Loutre géante n'est pas une cible des chasseurs, un chercheur ayant suggéré qu'elle n'était chassée qu'en dernier recours du fait de son horrible goût. Cet animal est parfois pris dans les filets tendus en travers des rivières, et des traces de machettes sont visibles sur certains spécimens selon Duplaix. Toutefois l'Homme est plutôt tolérant envers cet animal au Suriname. Un changement de comportement a été observé dans ce pays lors d'une étude en 2002 : les Loutres géantes normalement curieuses ont évité les bateaux, montrant une certaine panique. L'abattage de la forêt, la chasse et la capture de jeunes ont conduit ces animaux à devenir beaucoup plus méfiants envers les Hommes.
Les populations indigènes capturent parfois des jeunes pour alimenter le commerce d'animaux exotiques, pour en faire des animaux de compagnie, mais, en grandissant, ces animaux deviennent rapidement impossibles à conserver. Duplaix raconte l'histoire d'un indien arawak qui avait enlevé deux jeunes à ses parents. Les parents, fortement perturbés par la disparition des jeunes ont rapidement perdu leur territoire au profit de compétiteurs. Cet animal demeure rare en captivité, et en 2013 on ne comptait que 60 individus détenus.
Cette espèce a une place importante dans la culture locale. Ainsi, elle joue un rôle dans la mythologie achuar, dans laquelle les Loutres géantes sont des esprits de l'eau appelés Tsunki : ils sont une sorte de « peuple de l'eau » se nourrissant de poisson. Les Bororos ont une légende sur l'origine de la pratique de fumer du tabac : ceux qui utilisaient les feuilles de manière inadéquate en l'avalant étaient punis en étant transformés en Loutres géantes ; les Bororos associaient également la Loutre géante au poisson et au feu. Une légende ticuna raconte qu'un jour la Loutre géante et le Jaguar ont échangé leurs places : selon cette histoire, le Jaguar vivait dans l'eau à l'origine et la Loutre géante venait sur terre pour manger. Les peuples kichwa indigènes de la partie amazonienne du Pérou croyaient à un monde d'eau où Yaku runa régnait comme mère de l'eau et était chargée de prendre soin des poissons et des animaux. Des Loutres géantes servaient de canoës à Yaku runa.

#### Nicole Duplaix
1. ↑  Duplaix, p. 547.
2. ↑  Duplaix, p. 511.
3. ↑  Duplaix, p. 533.
4. ↑  Duplaix, p. 497.
5. ↑  Duplaix, p. 571–572.
6. ↑  Duplaix, p. 563.
7. ↑  Duplaix, p. 552–561.
8. 1 2  Duplaix, p. 544–546.
9. ↑  Duplaix, p. 523, 529.
10. 1 2 3  Duplaix, p. 529–530.
11. ↑  Duplaix, p. 527–529.
12. ↑  Duplaix, p. 567.
13. ↑  Duplaix, p. 576.
14. ↑  Duplaix, p. 564–565, 570.
15. 1 2  (en) Nicole Duplaix, Marchal Lingaard et al., « A Survey of Kaburi Creek, West Suriname, and its Conservation Implications »(Archive.org • Wikiwix • Archive.is • Google • Que faire ?), 2DocStock Photography, 2001 (consulté le 22 janvier 2008).
16. ↑  Duplaix, p. 514–515.
17. ↑  Duplaix, p. 69.
18. ↑  Duplaix, p. 614.

#### Carter et Rosas
1. 1 2 3 4  Carter et Rosas, p. 2.
2. 1 2  Carter et Rosas, p. 15.
3. 1 2 3  Carter et Rosas, p. 17.
4. 1 2 3 4 5 6 7  Carter et Rosas, p. 18.
5. ↑  Carter et Rosas, p. 8.
6. ↑  Carter et Rosas, p. 13.
7. ↑  Carter et Rosas, p. 4.

#### Autres références
1. ↑  (en) Wrobel Murray, Elsevier's dictionary of mammals : in Latin, English, German, French and Italian, Elsevier, 2007, 2007, 857 p. (lire en ligne).
2. ↑  « Annexes au Journal officiel des Communautés européennes du 18 décembre 2000 »(Archive.org • Wikiwix • Archive.is • Google • Que faire ?).
3. 1 2 3 4 5 6 7  (en) « Pteronura brasiliensis (giant otter) », sur Carnivores, Food and agricultural organization of the United Nations (version du 27 novembre 2007 sur Internet Archive).
4. ↑  (en) Philippe Descola, In the Society of Nature : A Native Ecology in Amazonia, Cambridge University Press, 1994, 372 p. (ISBN 0-521-41103-3), p. 280–282.
5. ↑  (en) Alcida Rita Ramos, Sanuma Memories : Yanomami Ethnography in Times of Crisis, University of Wisconsin Press, 1995, 346 p. (ISBN 0-299-14654-5), p. 219.
6. ↑  (en) Henry George Liddell et Robert Scott, A Greek-English Lexicon (Abridged Edition), Royaume-Uni, Oxford University Press, 1980, 804 p. (ISBN 0-19-910207-4).
7. 1 2 3 4  (en) K.-P Koepfli et R.K. Wayne, « Phylogenetic relationships of otters (Carnivora: Mustelidae) based on mitochondrial cytochrome b sequences », Journal of Zoology, vol. 246, no 4,‎ décembre 1998, p. 401–416 (DOI 10.1111/j.1469-7998.1998.tb00172.x).
8. 1 2  « La loutre géante (Pteronura Brasiliensis, une espèce en danger... », sur www.terresdeguyane.fr (consulté le 4 avril 2015)
9. ↑  « Loutre géante (Pteronura brasiliensis) », sur www.manimalworld.net (consulté le 4 juillet 2015)
10. ↑  (en) « Giant Otter (Pteronura brasiliensis) », The Nature Conservancy (consulté le 25 janvier 2008).
11. 1 2  « Giant Otter », sur Meet Our Animals, zoo de Philadelphie (consulté le 6 novembre 2007).
12. ↑  (en) « Otters: Physical characteristics », Anheuser-Busch Adventure Parks (consulté le 6 novembre 2007).
13. ↑  (en) « Giant Otter Facts », sur Meet Our Animals, Earth's Endangered Creatures (consulté le 7 novembre 2007).
14. ↑  « La Loutre géante », sur Futura-science (consulté le 21 avril 2015).
15. ↑  (en) « Giant Otter », World Wildlife Fund (version du 24 octobre 2007 sur Internet Archive).
16. ↑  (en) « Giant Otter, the "Water Dog" », Iwokrama International Centre for Rainforest Conservation and Development (consulté le 7 novembre 2011).
17. ↑  « Loutre géante, Loutre géante du Brésil (Pteronura brasiliensis) » [archive du 5 juillet 2015], sur www.waza.org (consulté le 4 juillet 2015)
18. 1 2 3  (en) Carolina Ribas et Guilherme Mourão, « Intraspecific Agonism between Giant Otter Groups », IUCN Otter Specialist Group Bulletin, vol. 21, no 2,‎ janvier 2005, p. 89–93 (lire en ligne, consulté le 7 novembre 2007).
19. 1 2  (en) Emanuela Evangelista, « Change Of Partners In A Giant Otter Alpha Couple », IUCN Otter Specialist Group Bulletin, vol. 21, no 1,‎ juillet 2004, p. 47–51 (lire en ligne, consulté le 7 novembre 2007).
20. 1 2  (en) Dominic D.P. Johnson, David W. MacDonald et Amy J. Dickman, « An analysis and review of the sociobiology of the Mustelidae », Mammal review, vol. 30, no 3&4,‎ 2000, p. 171–196 (DOI 10.1046/j.1365-2907.2000.00066.x, lire en ligne [archive du 19 septembre 2006] [PDF], consulté le 7 novembre 2007) Voir la figure 3 pour l'estimation de la taille des territoires.
21. ↑  (en) F.C.W. Rosas et G.E. De Mattos, « Natural Deaths Of Giant Otters (Pteronura Brasiliensis) In Balbina Hydroelectric Lake, Amazonas, Brazil », IUCN Otter Specialist Group Bulletin, vol. 20, no 2,‎ octobre 2003, p. 62–64 (lire en ligne, consulté le 7 novembre 2007).
22. ↑  (en) C. Schenck et E. Staib, « Giant Otters In Peru », IUCN Otter Specialist Group, vol. 7,‎ avril 1992, p. 24–26 (lire en ligne, consulté le 22 janvier 2008).
23. ↑  (en) « Otters: A SeaWorld Education Department Publication » [PDF], Seaworld, 2005 (consulté le 23 janvier 2008).
24. ↑  (en) Adrian Barnett, Rebecca Shapley, Shawn Lehman et al., « Records of the Giant Otter, Pteronura brasiliensis, from Guyana », IUCN Otter Specialist Group, vol. 17, no 2,‎ octobre 2000, p. 65–74.
25. ↑  (en) Rosas Fernando, Jansen Zuanon et al., « Feeding Ecology of the Giant Otter, Pteronura brasiliensis », Biotropica, vol. 31, no 3,‎ septembre 1999, p. 502–506 (DOI 10.1111/j.1744-7429.1999.tb00393.x).
26. ↑  (en) « Giant Otter (Pteronura brasiliensis) » [archive du 11 octobre 2007], International Otter Survival Fund (consulté le 21 novembre 2007).
27. 1 2 3 4  (en) Sheila Sykes-Gatz, International Giant Otter Studbook Husbandry and Management Information and Guidelines, Allemagne, Zoologischer Garten Dortmund, 2005, seconde éd., p. 13.
28. 1 2  (en) « Giant Otters in Cantão », Instituto Araguaia (consulté le 10 mars 2011).
29. 1 2 3 4  (en) G. Corredor Londono et N. Tigreros Munoz, « Reproduction, behaviour and biology of the Giant river otter (Pteronura brasiliensis) at Cali Zoo », International Zoo Yearbook, vol. 40,‎ 2006, p. 360–371 (DOI 10.1111/j.1748-1090.2006.00360.x).
30. 1 2 3  (en) Carl Hagenbeck et Claus Wunnemann, « Breeding the giant otter (Pteronura brasiliensis) at Carl Hagenbecks Tierpark », International Zoo Yearbook, vol. 32,‎ 1992, p. 240–245.
31. 1 2 3 4  (en) Heidi Ridgley, « The Wolf of the River » [PDF], sur Defenders Magazine, Defenders of Wildlife, hiver 2007 (consulté le 9 novembre 2007).
32. 1 2 3 4 5 6  (en) N. Duplaix, H.F. Waldemarin, J. Groenedijk, M. Munis, M. Valesco et J.C. Botello, « Pteronura brasiliensis », 2008 (consulté le 6 mars 2009).
33. ↑  (en) Paul van Damme, Rob Wallace et al., « Distribution and Population Status of the Giant Otter Pteronura brasiliensis in Bolivia », IUCN Otter Specialist Group, vol. 19, no 2,‎ octobre 2002, p. 87–96 (lire en ligne, consulté le 5 novembre 2007).
34. ↑  (en) « Natural Heritage in Suriname », sur Suriname Natcom, UNESCO (consulté le 21 janvier 2007).
35. 1 2 3 4  (en) Nicole Duplaix, Guianas Rapid River Bio-assessments and Giant Otter Conservation Project, World Wildlife Fund, 2002, PDF (lire en ligne).
36. ↑  (es) « Perú creará inmensa reserva amazónica », BBC Mundo, 1er avril 2004 (consulté le 7 janvier 2008).
37. ↑  (en) « The Alto Purús Conservation Project », Round River Conservation Studies (version du 10 janvier 2008 sur Internet Archive).
38. ↑  (en) « WWF welcomes Latin America's largest freshwater protected area », The Ramsar Convention on Wetlands, 18 septembre 2001 (version du 22 février 2008 sur Internet Archive).
39. 1 2  (en) Graeme Green, « ‘A huge surprise’ as giant river otter feared extinct in Argentina pops up », The Guardian, 25 mai 2021.
40. 1 2  (en) V. Utreras, E. Suárez, G. Zapata-Ríos et al., « Dry and Rainy Season Estimations of Giant Otter, Pteronura brasiliensis, Home-Range in the Yasuní National Park, Ecuador », The Latin American Journal of Aquatic Mammals, vol. 4, no 2,‎ juillet/décembre 2005, p. 1–4 (lire en ligne [PDF], consulté le 7 novembre 2007).
41. 1 2  (en) Pat Foster-Turley, Sheila Macdonald et Chris Mason, « Otters: An Action Plan for their Conservation », IUCN/SSC Otter Specialist Group, International Conservation Union,‎ 1990, Sections 2 et 12 (lire en ligne, consulté le 21 novembre 2007).
42. ↑  (en) W. C. Wozencraft, Mammal Species of the World, Johns Hopkins University Press, 2005, Troisième éd., 605 p. (ISBN 978-0-8018-8221-0, lire en ligne), « Order Carnivora ».
43. ↑  (en) C. Chehebar, « Searching for the Giant Otter in Northeastern Argentina », IUCN Otter Specialist Group, vol. 6, no 1,‎ février 1991, p. 17–18 (lire en ligne, consulté le 6 novembre 2007).
44. ↑  (en) Josep Marmi, Juan F. Lopez-Giraldez et Xavier Domingo-Roura, « Phylogeny, evolutionary history and taxonomy of the Mustelidae based on sequences of the cytochrome b gene and a complex repetitive flanking region », Zoologica Scripta, vol. 33, no 6,‎ novembre 2004, p. 481–499 (DOI 10.1111/j.0300-3256.2004.00165.x).
45. ↑  (en) « Appendices I, II and III », Convention on International Trade in Endangered Species of Wild Fauna and Flora (consulté le 22 janvier 2008).
46. 1 2 3 4  (en) Lesley Wright, « Threats to the Giant Otter », Otterjoy.com (consulté le 25 janvier 2008).
47. ↑  (en) Fabrizio R.D. Fonseca, Olaf Malm et Helen F. Waldemarin, « Mercury levels in tissues of Giant otters (Pteronura brasiliensis) from the Rio Negro, Pantanal, Brazil », Environmental Research, vol. 98, no 3,‎ 2005, p. 368–371 (PMID 15910792, DOI 10.1016/j.envres.2004.11.008, lire en ligne [PDF], consulté le 9 novembre 2007).
48. ↑  (en) A.C. Gutleb, C Schenck et E Staib, « Giant otter (Pteronura brasiliensis) at risk? Total mercury and methylmercury levels in fish and otter scats, Peru », Ambio, vol. 26, no 8,‎ décembre 1997, p. 511–514 (lire en ligne [archive du 27 novembre 2007], consulté le 9 novembre 2007).
49. ↑  (en) Christof Schenck, Jessica Groenendijk et al., « Giant Otter Project In Peru: Field Trip And Activity Report, 1998 », IUCN Otter Specialist Group, vol. 16, no 1,‎ avril 1999, p. 33–43 (lire en ligne, consulté le 22 janvier 2008).
50. ↑  (es) Diana Marcela Velasco, « Estudio preliminar sobre el estado de conservación de la nutria gigante (Pteronura brasiliensis) en la zona de influencia de Inírida (Bajo río Inírida) Guainía, Colombia », Giant Otter Research, 2005 (consulté le 27 janvier 2008).
51. ↑  (en) Claude Lévi-Strauss, The Raw and the Cooked, University of Chicago Press, 1983, 104–108 p. (ISBN 0-226-47487-9, lire en ligne).
52. ↑  (en) Gredna Landolt, El ojo que cuenta : Mitos y costumbres de la Amazonía indígena ilustrados, International Work Group for Indigenous Affairs, 2005 (ISBN 9972-2640-0-9), p. 81.
53. ↑  (es) César Ching, « El mundo del agua temido y poco conocido », BioDiversity Reporting Award. Semanario Kanatari, Iquitos, Iquitos, octobre 2006 (consulté le 27 janvier 2008).

### Film
- Épisode La Loutre géante de la série Les grands animaux d'Amérique du Sud, d'une durée de 44 minutes. Réalisation de Felix Heidinger.